# Accord de libre-échange entre le Panama et Singapour
L'accord de libre-échange entre le Panama et Singapour est un accord de libre-échange signé le 1er mars 2006 et entré en application le 24 juillet 2006. Il inclut des chapitres sur la protection des investissements, les marchés publics, les télécommunications, etc.